# Stanislav Lusk
Stanislav Lusk (* 12. November 1931 in Třeboň; † 6. Mai 1987 in Prag) war ein tschechoslowakischer Ruderer, der zwei olympische Medaillen gewann. 

## Sportliche Karriere
Bei den Olympischen Spielen 1952 siegte der tschechoslowakische Vierer mit Steuermann mit Karel Mejta senior, Jiří Havlis, Jan Jindra, Stanislav Lusk und Steuermann Miroslav Koranda im dritten Vorlauf mit fünf Sekunden Vorsprung auf die Norweger. Das erste Halbfinale gewannen die US-Ruderer, im zweiten Halbfinale siegten die Tschechoslowaken mit sieben Zehntelsekunden Vorsprung vor dem Schweizer Boot. Für das Finale qualifiziert waren die USA und die Tschechoslowakei als Sieger der Halbfinalläufe sowie Finnen, Schweizer und Briten als Sieger der Hoffnungsläufe. im Finale siegten die Tschechoslowaken mit drei Sekunden Vorsprung vor den Schweizern und dem US-Boot, die Briten und die Finnen kamen nicht in die Medaillenränge. Bei den Ruder-Europameisterschaften 1953 gewannen die Tschechoslowaken Gold mit der gleichen Besetzung vor den Booten aus der Sowjetunion und der Schweiz. Mit Radomir Plsek für Koranda erruderte der tschechoslowakische Vierer bei den 
Ruder-Europameisterschaften 1954 Bronze hinter dem sowjetischen Boot und den Dänen.
Bei den Ruder-Europameisterschaften 1956 gehörten Jan Jindra, Stanislav Lusk und Miroslav Koranda zum tschechoslowakischen Achter, der den Titel vor den Booten aus Frankreich und Ungarn gewann. Einige Monate später bei den Olympischen Spielen in Melbourne schieden die Tschechoslowaken im Halbfinale hinter Kanada und Schweden aus, die Schweden erreichten als einziger europäischer Achter das Finale und wurden Vierte. Bei den Ruder-Europameisterschaften 1957 gewann der italienische Achter vor dem sowjetischen Boot, die Tschechoslowaken erhielten die Bronzemedaille. Zwei Jahre später siegte der deutsche Achter bei den Ruder-Europameisterschaften 1959 vor dem Boot aus der Tschechoslowakei. Der Deutschland-Achter gewann auch bei den Olympischen Spielen 1960 in Rom, hinter den Kanadiern gewann der tschechoslowakische Achter in der Besetzung Bohumil Janoušek, Jan Švéda, Jiří Lundák, Václav Pavkovič, Jan Jindra, Luděk Pojezný, Josef Věntus, Stanislav Lusk und Steuermann Miroslav Koníček die Bronzemedaille.